# M-Bahn

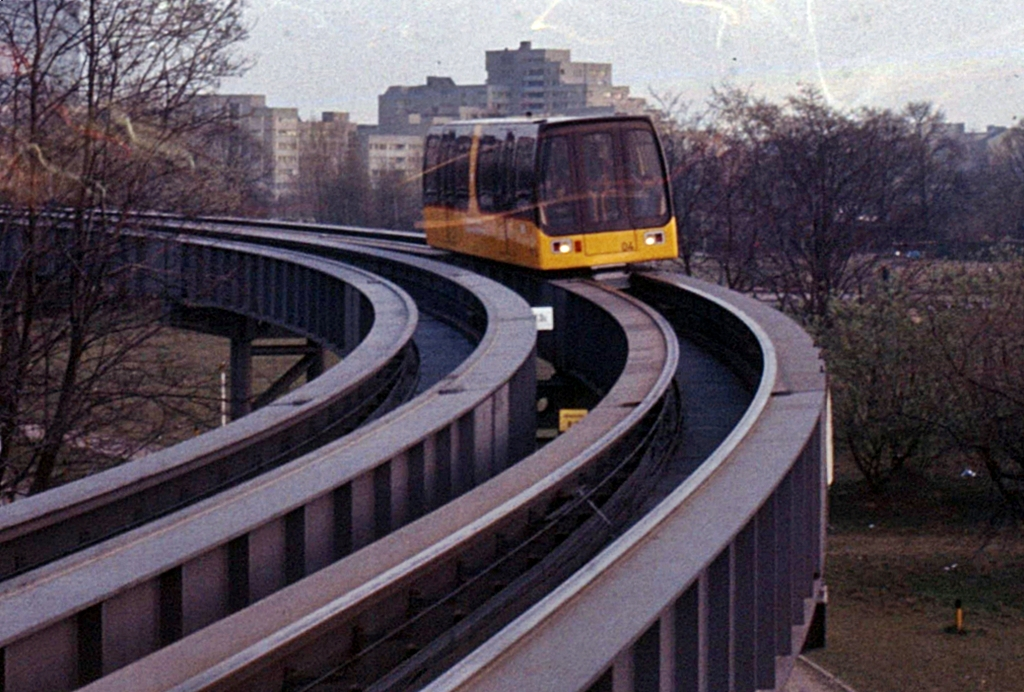
M-Bahn i trafik i Västberlin.

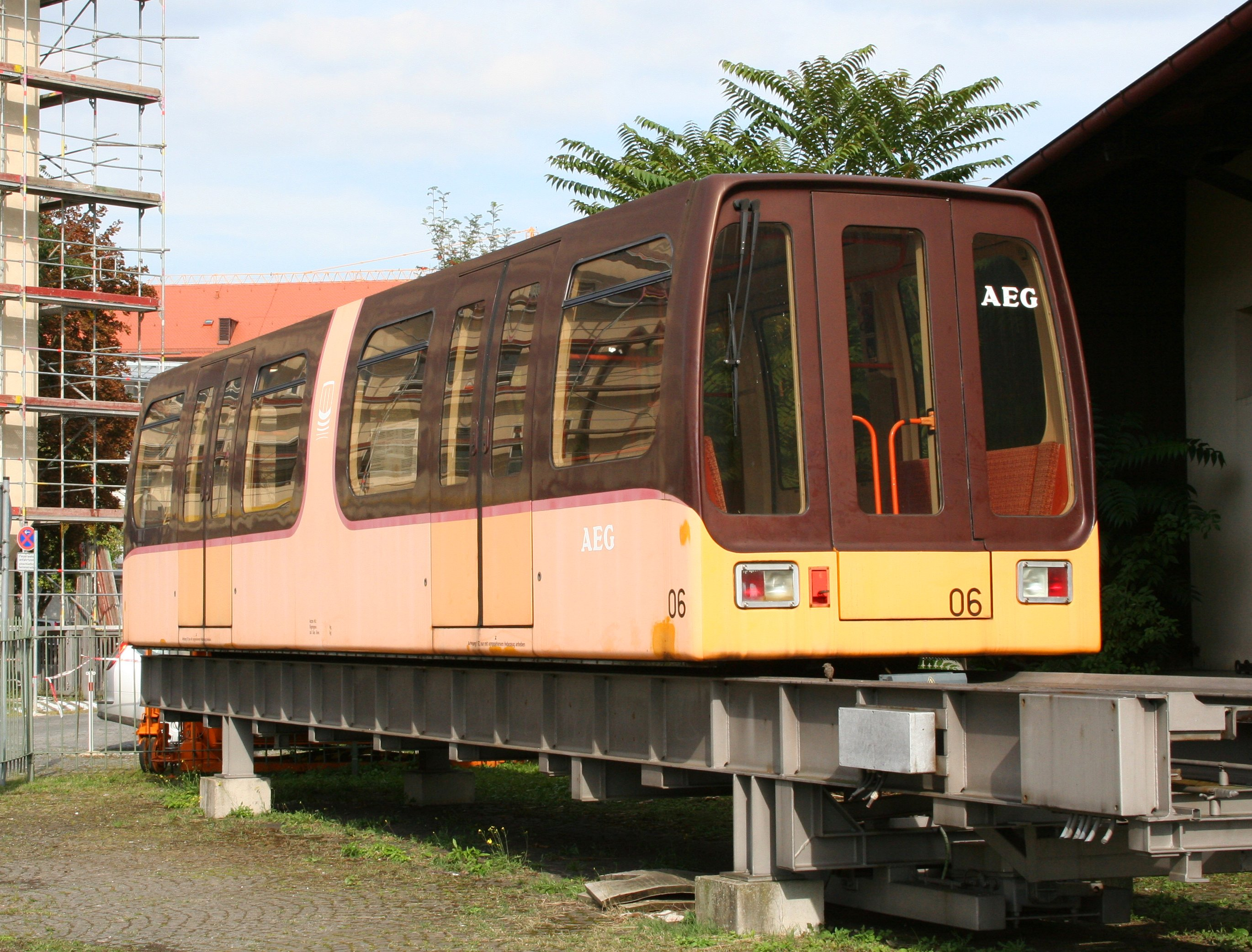
M-Bahn i DBMuseum Nürnberg

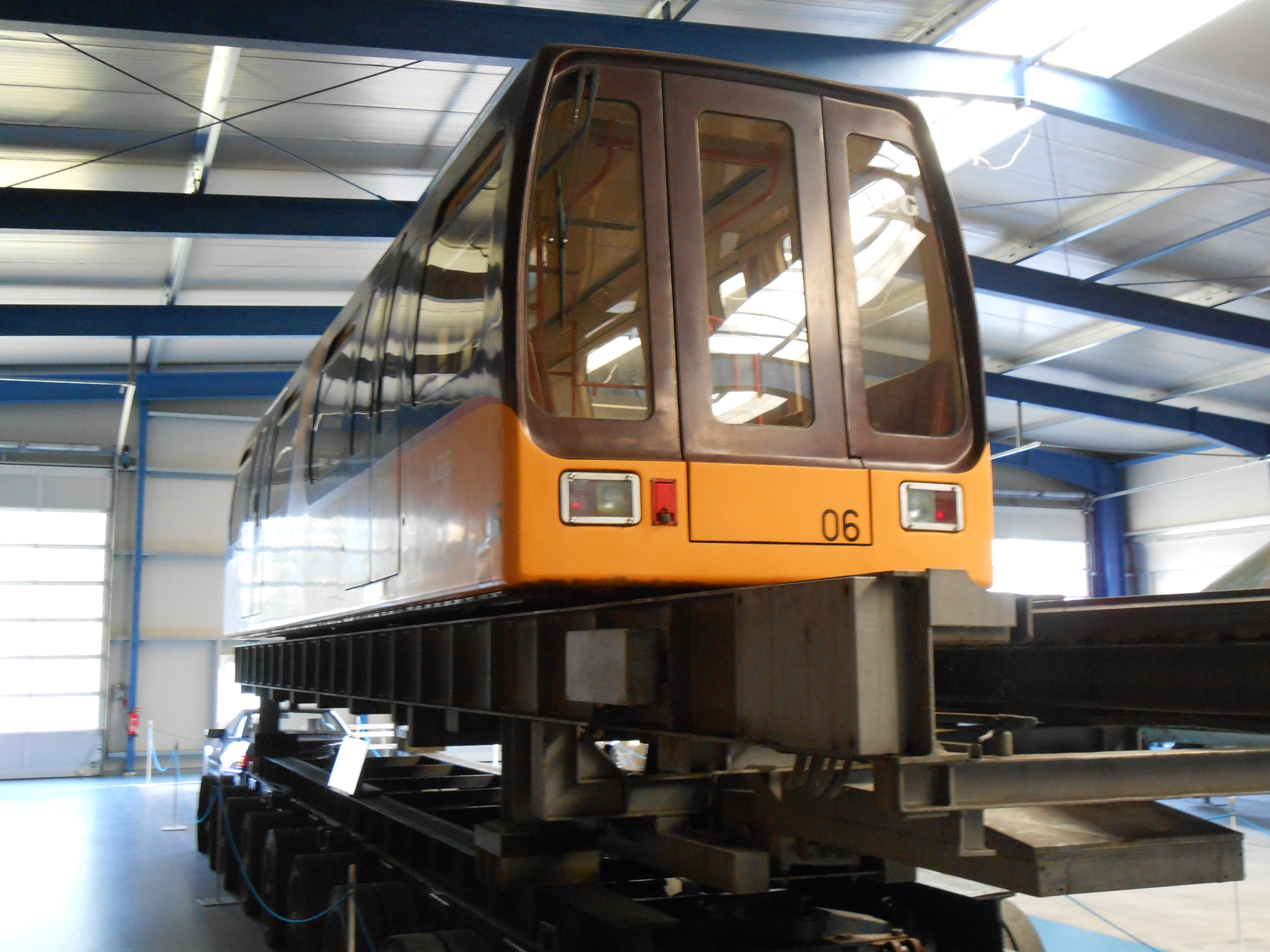
M-Bahn Verkehrsmuseum Prora (Rügen)

Linjekarta

M-Bahn (Magnetbahn) är ett spårbundet trafikssystem som testkördes i Berlin från 1984 och som var i passagerartrafik 1989-1991.

## Historia
1975 byggde tekniska universitet i Braunschweig TU Braunschweig en teststräcka för magnetsvävtåg. Tre år senare gick det tyska företaget AEG in i projektet Magnet-Bahn GmbH. AEG:s erfarenhet av automatisering och energiförsörjning visade sig snart vara omistlig och värdefull. M-Bahn utvecklades och planlades genom ett nationellt samarbete mellan AEG, TU Braunschweig och Berlins lokaltrafik BVG. Ytterligare fem år gick innan Västberlins senat gav tillstånd 1983 för byggandet av en kortare magnettågsträcka. 
Den första testkörningen utan passagerare ägde rum den 28 juni 1984. Den reguljära trafikens början försenades av ett brandattentat mot stationen Gleisdreieck 18 april 1987 då två vagnar förstördes och av en olycka 19 december 1988. Ett testtåg körde i för hög fart in i slutstationen Kemperplatz och körde igenom ytterväggen av glas. Hastighetsmätaren hade slagits av för att testa tåget i en högre hastighet än systemet tillät. En vagn förstördes och den andra hängde under flera dagar på sex meters höjd innan den kunde transporteras iväg. Därför fördröjdes den reguljära trafiken till 28 augusti 1989. 
M-Bahns sträckning låg delvis på tunnelbanans sträckning fram till  byggandet av Berlinmuren 1961 mellan Gleisdreieck och Potsdamer Platz men svängde sedan till Bernburger Strasse och Kemperplatz vid Berliner Philharmonie. När muren föll ansågs det viktigare att få till en öst-västlig tunnelbana i Berlin än att hålla igång M-Bahn. 18 juli 1991 följde den slutliga starten för ett nytt trafiksystem genom tillstånd från de tekniskt ansvariga och testkörningarna var officiellt avslutade. M-Bahn var en del av Berlins lokaltrafik med BVG:s vanliga biljettpriser. Redan tretton dagar senare, 31 juli 1991, ställdes trafiken med M-Bahn in för åter kunna köra Berlins tunnelbanas linje U2 som legat vilande så länge Berlin varit en delad stad. 17 september 1991 började man demontera M-Bahnsträckan vilket avslutades i februari 1992. Man hade en idé om att bygga M-Bahn ut till Schönefeld men idén lades senare ner och M-Bahn skrotades. En av vagnarna med en del av originalsträckan finns att beskåda på Verkehrsmuseum Nürnberg.